# Жджари (Опочинський повіт)
Жджари (пол. Żdżary) — село в Польщі, у гміні Джевиця Опочинського повіту Лодзинського воєводства.
Населення — 47 осіб (2011).
У 1975-1998 роках село належало до Радомського воєводства.

## Демографія
Демографічна структура станом на 31 березня 2011 року:
|          | Загалом | Допрацездатний вік | Працездатний вік | Постпрацездатний вік |
| -------- | ------- | ------------------ | ---------------- | -------------------- |
| Чоловіки | 22      | 4                  | 15               | 3                    |
| Жінки    | 25      | 8                  | 11               | 6                    |
| Разом    | 47      | 12                 | 26               | 9                    |